# Gustav Maximilian von Croÿ

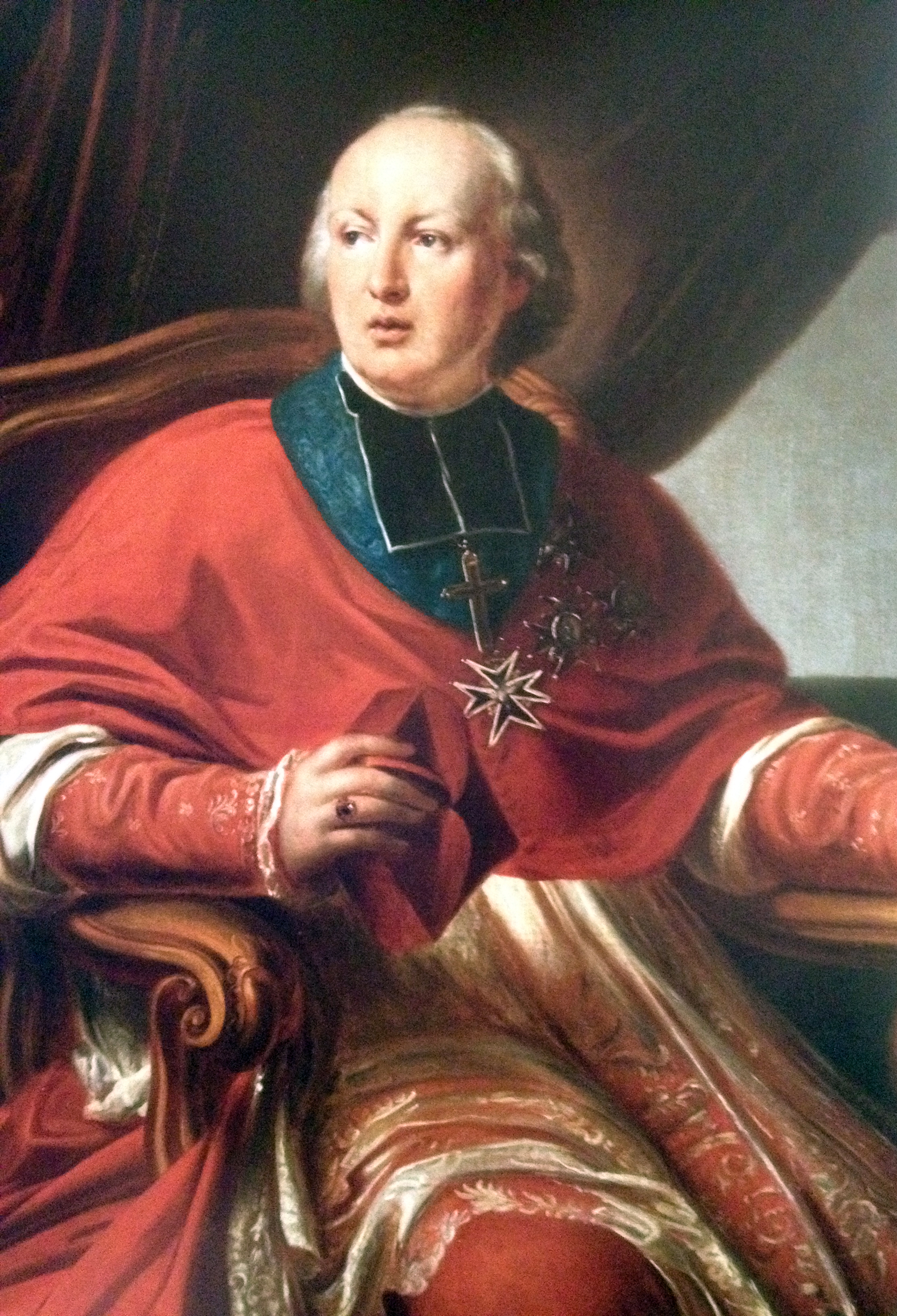
Kardinal Gustav Maximilian von Croÿ, Erzbischof von Rouen (* 1773; † 1844)

Wappen des Kardinals von Croÿ

Gustav Maximilian Justus von Croÿ (französisch Gustave-Maximilien-Juste de Croÿ-Solre; * 12. September 1773 auf Schloss Eremitage in Condé-sur-l’Escaut; † 1. Januar 1844 in Rouen) war Kardinal und Erzbischof von Rouen.

## Leben
Er entstammte der hochadeligen Familie Croÿ und war der fünfte Sohn von Anne Emmanuel von Croÿ und dessen Gemahlin Auguste Friederike zu Salm-Kyrburg, einer Tochter des Fürsten Philipp Joseph zu Salm-Kyrburg. Sein ältester Bruder war Auguste Philippe von Croÿ.
Bereits 1789 wurde er zum Domherrn im Bistum Straßburg ernannt, floh aber wegen der Französischen Revolution nach Österreich. Am 3. November 1797 empfing er in Wien die Priesterweihe. Am 23. August 1819 wurde er zum Bischof von Straßburg gewählt, am 9. Januar 1820 spendete ihm in der Kirche St-Sulpice de Paris der Erzbischof von Reims Jean-Charles de Coucy die Bischofsweihe; Mitkonsekratoren waren Jules de Clermont-Tonnerre, ehemaliger Bischof von Châlons, und Jean-Baptist-Marie-Anne-Antoine de Latil, Bischof von Chartres. Von 1821 bis 1830 wurde ihm die Funktion des Großkaplans von Frankreich übertragen, eines der renommiertesten Ämter am königlichen Hof, der die religiöse Seite des Hoflebens beaufsichtigte. 1822 wurde er zum Pair von Frankreich ernannt und wechselte 1823 auf den Stuhl des Erzbischofs von Rouen.
Im Konsistorium vom 21. März 1825 wurde von Croÿ von Papst Leo XII. zum Kardinal erhoben und erhielt als Kardinalpriester am 21. Mai 1829 die Titelkirche Santa Sabina. Er nahm an den Konklaven von 1829 sowie von 1830–1831 teil.
Nach seinem Tod wurde er in der Kathedrale von Rouen beigesetzt.

## Apostolische Sukzession
Die Apostolische Sukzession von Kardinal Croy ist bis Kardinal Scipione Rebiba dokumentiert:
- Kardinal Gustav Maximilian von Croÿ
- Erzbischof Jean-Charles de Coucy
- Kardinal Antonio Dugnani
- Kardinal Carlo Rezzonico
- Kardinal Giovanni Francesco Albani
- Clemens XIII.
- Benedikt XIV.
- Benedikt XIII.
- Kardinal Paluzzo Paluzzi Altieri degli Albertoni
- Kardinal Ulderico Carpegna
- Kardinal Luigi Caetani
- Kardinal Ludovico Ludovisi
- Erzbischof Galeazzo Sanvitale
- Kardinal Girolamo Bernerio, O.P.
- Kardinal Giulio Antonio Santorio
- Kardinal Scipione Rebiba